# Wajira virescens
Wajira virescens là một loài thực vật có hoa trong họ Đậu. Loài này được (Thulin) Thulin & Lavin mô tả khoa học đầu tiên năm 2004.